# Fraise de Cachoubie
 (juillet 2017).
Si vous disposez d'ouvrages ou d'articles de référence ou si vous connaissez des sites web de qualité traitant du thème abordé ici, merci de compléter l'article en donnant les références utiles à sa vérifiabilité et en les liant à la section « Notes et références ».
La Fraise de Cachoubie  (en polonais Truskawka kaszubska également Kaszëbskô Malena ) est une variété de fraise bénéficiant depuis 2009 de  l'indication géographique protégée.

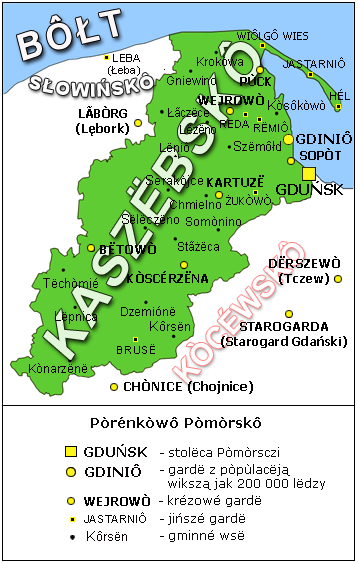
Cachoubie

L’Union européenne a enregistré l’IGP (indication géographique protégée) « truskawka kaszubska » ou « kaszëbskô malëna » (« fraise de Cachoubie » en polonais et en langue cachoube) le 27 novembre 2009 (Règlement de la Commission européenne (CE) n ° 1155/2009 du 27 novembre 2009)
La spécificité de la fraise de Cachoubie tient en particulier à son arôme et à son parfum très prononcés, exceptionnels et intenses. Son goût est plus sucré que les fraises provenant d’autres régions.

## Terroir
Les fraises de Cachoubie doivent être cultivées dans une région délimitée qui inclut une partie du bassin de la Slupia et, dans la Voïvodie de Poméranie,   certaines communes du powiat de Gdańsk , du Powiat de Wejherowo et du powiat de Lębork.  